# 圣玛丽瑞肯高中
38°17′16″N 76°37′35″W / 38.28778°N 76.62639°W
聖瑪麗瑞肯高中（英語：St. Mary's Ryken High School), 位于美国马里兰州倫納德頓 （Leonardtown）镇，距离美国首都华盛顿约一个半小时车程。该校男女同校且为天主教学校。   该校毕业生SAT平均分1530分，自建校以来该校中国大陸国际毕业生共有三人进入美国排名前50大学。 该校对美国学生学费为13100美金 ，对国际学生学费为52000美金。